# 加藤電気工業所
株式会社加藤電気工業所（かとうでんきこうぎょうしょ）は、航空、船舶、放送用通信施設、アンテナの設計、製作、施工を行う企業。

## 概要
NHKの工事請負業から始まり、放送用アンテナの開発、放送・通信用鉄塔、送信局舎の設計から建設、航路標識の開発、製作を行っている。
- 鳩ヶ谷工場・鳩ヶ谷営業所（埼玉県川口市南鳩ヶ谷7-2-1）

テレビ中継用FPUパラボラアンテナ回転装置等の製作、施工を行っている。
- 板倉工場（群馬県邑楽郡板倉町海老瀬北7118）

鉄塔、局舎、浮標識等を製造している。
- 建設業許可

国土交通大臣許可（特－22・般－22）第2930号
- 一級建築士事務所

東京都知事登録第38154号
- ISO認証

品質ISO9001 （2000年版）JQA-QM5746
環境ISO14001 （2004年版）JQA-EM5002
- 主な加盟団体
  - 東京商工会議所
  - 公益社団法人：全関東電気工事協会
  - 一般社団法人：鉄骨建設業協会、日本鉄塔協会、建設電気技術協会、700 MHz利用推進協会、日本CATV技術協会、電波産業会、電波技術協会

電気通信協会、日本航路標識協会、全国船舶無線協会、全国漁業無線協会

## 沿革
- 1948年 - 加藤幸之助が創業。NHKの工事請負業を始める

- 1989年 - 新社屋完成。4月1日に営業部、設計部が入居。

- 1992年 - 総務部・経理部が入居。

## 事業・製品

### 事業
- 放送施設

テレビ、ラジオ放送施設の設計、建設、保守工事
- 各種空中線

空中線の設計、製作、建設工事
- 鉄塔・組立局舎

鉄塔、円管鉄塔、組立局舎の設計、製作、建設工事
- 電気通信施設

電気通信施設の設計、製作、保守工事
- TV共聴施設・CATV施設

テレビ共聴施設、CATV施設の設計、施工、保守工事
- コンサルティング

コンサルタント業務、付帯業務

### 製品
- テレビ[2]

NHK放送センター衛星中継用空中線架台 他
秋田放送 本社六角鉄塔（51 m）、大森山デジタル送信所鉄塔（59 m）
秋田朝日放送 本社鉄塔（40 m）
富山テレビ放送 送信所鉄塔（48.5 m）
テレビ金沢・北陸朝日放送 送信所鉄塔（100 m）
NHK松山放送局・南海放送 行道山地上デジタル放送所鉄塔（38.9 m）
NHK高知放送局 柏尾山デジタル送信所鉄塔（66 m）
エフエム山口 本社鉄塔（36 m）
テレビ熊本 本社鉄塔（48 m）
鹿児島放送 送信所鉄塔（100 m）
鹿児島読売テレビ 本社鉄塔（37 m）
- ラジオ[3][4]

CBCラジオ 長島ラジオ送信所鉄塔（130 m）
山梨放送 双葉ラジオ放送所六角鉄塔（130 m）空中線
NHK柏崎ラジオ中継放送所 自立式基部絶縁鉄塔（45 m）
秋田放送 茨島ラジオ放送所鉄塔（100 m）
NHK南阿蘇ラジオ放送所鉄塔（30 m）ダウンリード空中線
南海放送 大州ラジオ・テレビ送信所鉄塔（45 m）
NHK秋田放送局 大潟ラジオ放送所鉄塔（165 m）
NHK新開ラジオ放送所鉄塔（130 m）
- マイクロ鉄塔[5][6]

海上保安庁 第三管区海上保安本部 武山中継所鉄塔（30 m）
東北地方整備局
浅見内無銭中継所鉄塔（53 m）
保呂羽無線中継所鉄塔（56 m）
米沢国道維持出張所鉄塔（53 m）
福島工事事務所鉄塔（57 m）
東北技術事務所鉄塔（55 m）
中部地方整備局
竜頭山無線中継所鉄塔（34 m）
豊橋工事事務所 豊川出張所鉄塔（38 m）
木曽川上流工事事務所鉄塔（56 m）
玉沢反射板（6×8 m）
北陸地方整備局 金沢国道維持出張所鉄塔（31 m）
近畿地方整備局 道斉山反射板（10×10 m）

独立行政法人水資源機構 利根川河口堰管理所鉄塔（11.5 m）
東京都庁 防災無線パラボラアンテナ群
静岡県防災行政無線 秋葉山無線中継所鉄塔（37 m）
- FPUパラボラアンテナ回転雲台装置[7][8][9][10]

東京タワー FPU基地局
池袋サンシャイン60 FPU基地（NHK・TBS・テレビ朝日）
大山 FPU基地局（日本テレビ・フジテレビ・テレビ朝日）
筑波山 FPU基地局（日本テレビ・TBS・フジテレビ・テレビ朝日）
遠笠山 FPU基地局（テレビ静岡・静岡朝日テレビ・静岡第一テレビ）
横浜ランドマークタワー FPU基地（NHK・TBS）
聖路加病院 FPU基地局（日本テレビ・フジテレビ）
日本テレビ新社屋 FPU基地
六本木ヒルズ FPU基地（テレビ朝日）
- 短波空中線[11]

NHK札幌 江別第一ラジオ放送所 短波空中線
海上保安庁
新島ロラン空中線 211 m 3方向6段支線式三角鉄塔
千倉受信所鉄塔 線条空中線
富津受信所鉄塔 線条空中線
巡視船のホイップ空中線・アンテナ
- 宇宙開発[12]

種子島宇宙センター
気象鉄塔（78 m）
海上監視レーダー塔（44 m）
中割コリメーション鉄塔
コマンド空中線装置
- 組立局舎[13]

三重テレビ放送 北勢テレビ中継放送所（KN2形）
国土交通省
北上川ダム統合管理事務所 御所ダム管理支所 清水警報所（KN3形）
北上川ダム統合管理事務所 四十四田ダム管理支所 芋田橋水位観測所（KN2形）
利根川ダム統合管理事務所 上田野警報所（KN3形）
- 航路標識[14]

⌀2 mゴム製浮標
⌀1.5 mFRP製浮標
海上保安庁
第二管区海上保安本部 浮体（L-2）
第三管区海上保安本部浮体式塔標（R3）
- CATV[15]

マンションによるテレビ電波障害防除工事
新幹線高架による電波障害防除工事
- 自立式三角鉄塔[16]
- デハイドレーター[17]

導波管及び同軸給電線などの内部を常に乾燥状態に保つ装置
- リングアンテナ[18]

地上波デジタル放送用送受信アンテナ、中継用・モニターアンテナ
UHF送受信リングアンテナ
広帯域5素子リングアンテナ

## 納入先
国土交通省、航空局、海上保安庁、気象庁、警察庁、防衛省
東京都、東京都住宅供給公社、埼玉県他地方公共団体
宇宙航空研究開発機構、情報通信研究機構、都市再生機構、日本CATV技術協会、電波技術協会、日本航路標識協会
日本放送協会、各民間放送会社
東日本旅客鉄道
NHKアイテック、日本電気、東芝 、東京計器、日立国際電気、日本無線、池上通信機、富士通、古河C&B、住友電気工業
日立国際八木ソリューションズ、日立金属、東邦電気工業、日本コムシス、エクシオグループ、ミライト、清水建設、鹿島建設
セナーアンドバーンズ、日建設計、山下設計、日本設計、NTTファシリティーズ、電設コンサルタンツ、日本デジタル放送システムズ
東陽テクニカ、ケーネス、KDDI、ソフトバンクモバイル